# Gimingham
Gimingham is een civil parish in het bestuurlijke gebied North Norfolk, in het Engelse graafschap Norfolk met 513 inwoners.

## Overleden
- Leslie Marr (1922-2021), landschapschilder en autocoureur